# 増上寺徳川将軍墓とその遺品・遺体
『増上寺徳川将軍墓とその遺品・遺体』（ぞうじょうじ とくがわ しょうぐんぼと その いひん いたい）は、1958年から1960年にかけて、増上寺の徳川将軍家墓地の改葬に際して行われた、将軍家の人々の遺品や遺体の調査結果を、東京大学・鈴木尚など、この調査に関わった研究者たちがまとめた報告論文集。鈴木尚・矢島恭介・山辺知行の共編で、1967年12月25日に東京大学出版会から刊行された。
歴代の将軍の遺品・遺骨に関する様々な観点からの調査の報告は、医学・人類学・歴史学などの分野に貴重な資料となっている。
遺体・遺骨の調査を行った鈴木尚が後により一般向けに書いた『骨は語る 徳川将軍・大名家の人びと』もある、増上寺の徳川将軍家墓地についてかなり詳しい情報を解説、巻末には発掘された遺骨や遺品などの写真が掲載された。

## 本書に登場する主な人々

### 徳川将軍家
- 徳川秀忠（2代将軍）
- 徳川綱重（甲斐甲府藩主・家宣父）
- 徳川家宣（6代将軍）
- 徳川家継（7代将軍）
- 徳川家重（9代将軍）
- 徳川家慶（12代将軍）
- 徳川家茂（14代将軍）
- 崇源院（秀忠正室・家光生母）
- 桂昌院（家光側室・綱吉生母）
- 天英院（家宣正室）
- 月光院（家宣側室・家継生母）
- 広大院（家斉正室）
- 契真院（家斉側室）
- 見光院（家慶側室）
- 殊妙院（家慶側室）
- 天親院（家定正室）
- 静寛院（和宮・家茂正室）
- 孝順院（家斉長男）
- 麗玉院（家斉三女）
- 玉樹院（家慶長男）
- 穃玉院（家慶次男）
- 蓮玉院（家慶十一女）
- 照耀院（家慶十一男）
- 瑞岳院（家慶十二男）

## 書誌情報
- 鈴木尚「徳川将軍および家族の遺体-頭骨」『増上寺徳川将軍墓とその遺品 遺体』、東京大学出版会、1967年、121-274頁、doi:10.11501/1382698、NAID 10029570919、全国書誌番号:68004193。, NDLJP:1382698 （国立国会図書館管内閲覧可能）
- 鈴木尚『骨は語る徳川将軍・大名家の人びと』東京大学出版会、1985年。ISBN 4130610740。 NCID BN00195164。全国書誌番号:86020761。